# Elección para gobernador de Colorado de 2022
La elección para gobernador de Colorado de 2022 se llevó a cabo el 8 de noviembre de ese año. El gobernador demócrata titular Jared Polis se postuló para buscar la reelección para un segundo mandato. Las elecciones primarias se llevaron a cabo el 28 de junio de 2022.

## Primaria demócrata

### Candidatos

#### Declarados
- Jared Polis, gobernador titular (2019-presente).[2][3]

#### Eliminado en convención
- Dustin Rorex.[4]

## Primaria republicana

### Candidatos

#### Declarados
- Heidi Ganahl, miembro de los Regentes de la Universidad de Colorado (2017-presente).[5]
- Greg Lopez, exalcalde de Parker (1992–1996), candidato a gobernador en 2018, candidato al Senado de los Estados Unidos en 2016 y ex director de la Administración de Pequeñas Empresas de Colorado.[6]

#### Eliminados en convención
- Laurie Clark.
- Darryl Gibbs.
- Jon Gray-Ginsberg.
- Danielle Neuschwanger, corredor inmobiliario.[7]
- Jim Rundberg, veterano del Ejército de los Estados Unidos, candidato independiente a gobernador en 2014 y candidato republicano a presidente en 2016.[8]

#### Declinados
- Ken Buck, representante de Estados Unidos por el cuarto distrito congresional de Colorado (2015-presente) y expresidente del Partido Republicano de Colorado (2019-2021).[9]
- Bill Owens, exgobernador de Colorado (1999-2007).[10]
- Guy Benson, experto en política, colaborador de Fox News y editor político de Townhall.[11]

### Resultados
| Candidatos                          | Votos   | %     |
| ----------------------------------- | ------- | ----- |
|                                     | Votos   | %     |
| Heidi Ganahl                        | 341,157 | 53.87 |
| Greg Lopez                          | 292,187 | 46.13 |
|                                     |         |       |
| Total                               | 633,344 | 100   |
|                                     |         |       |
| Fuente: Colorado Secretary of State |         |       |

## Resultados

### Generales
| Partido                             | Partido       | Candidato             | Votos     | %     |
| ----------------------------------- | ------------- | --------------------- | --------- | ----- |
|                                     | Demócrata     | Jared Polis           | 1,468,481 | 58.53 |
|                                     | Republicano   | Heidi Ganahl          | 983,040   | 39.18 |
|                                     | Libertario    | Kevin Ruskusky        | 28,939    | 1.15  |
|                                     | Constitución  | Danielle Neuschwanger | 21,623    | 0.86  |
|                                     | Unidad        | Paul Fiorino          | 6,687     | 0.27  |
|                                     |               |                       |           |       |
| Total                               | Total         | Total                 | 2,508,770 | 100   |
| Participación                       | Participación | Participación         | 2,540,666 | 66.28 |
| Registrados                         | Registrados   | Registrados           | 3,833,468 |       |
|                                     |               |                       |           |       |
| Fuente: Colorado Secretary of State |               |                       |           |       |

### Por condado
|             | Polis Demócrata | Polis Demócrata | Ganahl Republicano | Ganahl Republicano | Ruskusky Libertario | Ruskusky Libertario | Neuschwanger Constitución | Neuschwanger Constitución | Fiorino Unidad | Fiorino Unidad | Total   |
| Condado     | Votos           | %               | Votos              | %                  | Votos               | %                   | Votos                     | %                         | Votos          | %              | Total   |
| ----------- | --------------- | --------------- | ------------------ | ------------------ | ------------------- | ------------------- | ------------------------- | ------------------------- | -------------- | -------------- | ------- |
| Adams       | 99,625          | 59.44           | 63,960             | 38.16              | 2,184               | 1.30                | 1,315                     | 0.78                      | 534            | 0.32           | 167,618 |
| Alamosa     | 3,022           | 51.05           | 2,674              | 45.17              | 53                  | 0.90                | 149                       | 2.52                      | 22             | 0.37           | 5,920   |
| Arapahoe    | 162,304         | 63.12           | 89,656             | 34.87              | 3,008               | 1.17                | 1,434                     | 0.56                      | 719            | 0.28           | 257,121 |
| Archuleta   | 3,641           | 46.63           | 3,961              | 50.73              | 92                  | 1.18                | 97                        | 1.24                      | 17             | 0.22           | 7,808   |
| Baca        | 298             | 17.06           | 1,103              | 63.14              | 14                  | 0.80                | 332                       | 19.00                     | 0              | 0.00           | 1,747   |
| Bent        | 627             | 34.26           | 1,091              | 59.62              | 19                  | 1.04                | 89                        | 4.86                      | 4              | 0.22           | 1,830   |
| Boulder     | 132,173         | 80.07           | 30,454             | 18.45              | 1,476               | 0.89                | 527                       | 0.32                      | 446            | 0.27           | 165,076 |
| Broomfield  | 25,006          | 66.72           | 11,796             | 31.47              | 425                 | 1.13                | 170                       | 0.45                      | 82             | 0.22           | 37,479  |
| Chaffee     | 6,807           | 57.94           | 4,646              | 39.54              | 126                 | 1.07                | 141                       | 1.20                      | 29             | 0.25           | 11,749  |
| Cheyenne    | 115             | 12.57           | 758                | 82.84              | 6                   | 0.66                | 36                        | 3.93                      | 0              | 0.00           | 915     |
| Clear Creek | 3,118           | 60.19           | 1,919              | 37.05              | 88                  | 1.70                | 42                        | 0.81                      | 13             | 0.25           | 5,180   |
| Conejos     | 1,659           | 48.09           | 1,702              | 49.33              | 15                  | 0.43                | 66                        | 1.91                      | 8              | 0.23           | 3,450   |
| Costilla    | 1,120           | 66.83           | 507                | 30.25              | 18                  | 1.07                | 25                        | 1.49                      | 6              | 0.36           | 1,676   |
| Crowley     | 405             | 29.39           | 861                | 62.48              | 15                  | 1.09                | 91                        | 6.60                      | 6              | 0.44           | 1,378   |
| Custer      | 1,140           | 34.12           | 2,103              | 62.95              | 52                  | 1.56                | 42                        | 1.26                      | 4              | 0.12           | 3,341   |
| Delta       | 5,651           | 35.50           | 9,753              | 61.27              | 178                 | 1.12                | 282                       | 1.77                      | 53             | 0.33           | 15,917  |
| Denver      | 234,250         | 82.36           | 46,046             | 16.9               | 2,613               | 0.92                | 722                       | 0.25                      | 788            | 0.28           | 284,419 |
| Dolores     | 348             | 26.79           | 806                | 62.05              | 17                  | 1.31                | 125                       | 9.62                      | 3              | 0.23           | 1,299   |
| Douglas     | 93,022          | 48.78           | 94,312             | 49.46              | 1,978               | 1.04                | 1,037                     | 0.54                      | 339            | 0.18           | 190,688 |
| Eagle       | 15,230          | 68.55           | 6,661              | 29.98              | 222                 | 1.00                | 73                        | 0.33                      | 32             | 0.14           | 22,218  |
| El Paso     | 133,447         | 46.82           | 144,384            | 50.66              | 3,821               | 1.34                | 2,607                     | 0.91                      | 760            | 0.27           | 285,019 |
| Elbert      | 4,118           | 25.30           | 11,618             | 71.38              | 181                 | 1.11                | 326                       | 2.00                      | 34             | 0.21           | 16,277  |
| Fremont     | 7,165           | 35.89           | 12,087             | 60.54              | 229                 | 1.15                | 436                       | 2.18                      | 47             | 0.24           | 19,964  |
| Garfield    | 13,443          | 54.79           | 10,444             | 42.56              | 313                 | 1.28                | 280                       | 1.14                      | 57             | 0.23           | 24,537  |
| Gilpin      | 2,023           | 59.20           | 1,302              | 38.10              | 58                  | 1.70                | 25                        | 0.73                      | 9              | 0.26           | 3,417   |
| Grand       | 4,162           | 51.99           | 3,649              | 45.58              | 118                 | 1.47                | 57                        | 0.71                      | 20             | 0.25           | 8,006   |
| Gunnison    | 6,184           | 67.70           | 2,733              | 29.92              | 134                 | 1.47                | 48                        | 0.53                      | 36             | 0.39           | 9,135   |
| Hinsdale    | 246             | 48.14           | 251                | 49.12              | 7                   | 1.37                | 6                         | 1.17                      | 1              | 0.20           | 511     |
| Huerfano    | 2,102           | 54.47           | 1,656              | 42.91              | 40                  | 1.04                | 45                        | 1.17                      | 16             | 0.41           | 3,859   |
| Jackson     | 140             | 20.53           | 526                | 77.13              | 10                  | 1.47                | 6                         | 0.88                      | 0              | 0.00           | 682     |
| Jefferson   | 185,398         | 61.77           | 108,638            | 36.19              | 3,715               | 1.24                | 1,605                     | 0.53                      | 802            | 0.27           | 300,158 |
| Kiowa       | 99              | 13.04           | 562                | 74.04              | 4                   | 0.53                | 91                        | 11.99                     | 3              | 0.40           | 759     |
| Kit Carson  | 475             | 15.70           | 2,465              | 81.46              | 23                  | 0.76                | 59                        | 1.95                      | 4              | 0.13           | 3,026   |
| La Plata    | 18,350          | 61.78           | 10,689             | 35.99              | 379                 | 1.28                | 195                       | 0.66                      | 91             | 0.31           | 29,704  |
| Lake        | 1,899           | 63.83           | 991                | 33.31              | 52                  | 1.75                | 17                        | 0.57                      | 16             | 0.54           | 2,975   |
| Larimer     | 105,588         | 59.88           | 66,749             | 37.86              | 2,249               | 1.28                | 1,247                     | 0.71                      | 489            | 0.28           | 176,322 |
| Las Animas  | 3,411           | 50.98           | 3,071              | 45.90              | 49                  | 0.73                | 135                       | 2.02                      | 25             | 0.37           | 6,691   |
| Lincoln     | 390             | 18.57           | 1,608              | 76.57              | 23                  | 1.10                | 73                        | 3.48                      | 6              | 0.29           | 2,100   |
| Logan       | 1,860           | 22.53           | 5,925              | 71.77              | 82                  | 0.99                | 368                       | 4.46                      | 21             | 0.25           | 8,256   |
| Mesa        | 30,571          | 41.56           | 40,376             | 54.90              | 833                 | 1.13                | 1,570                     | 2.13                      | 200            | 0.27           | 73,550  |
| Mineral     | 320             | 45.20           | 362                | 51.13              | 10                  | 1.41                | 12                        | 1.69                      | 4              | 0.56           | 708     |
| Moffat      | 1,058           | 19.53           | 4,174              | 77.04              | 70                  | 1.29                | 99                        | 1.83                      | 17             | 0.31           | 5,418   |
| Montezuma   | 5,187           | 41.43           | 6,772              | 54.09              | 150                 | 1.20                | 371                       | 2.96                      | 40             | 0.32           | 12,520  |
| Montrose    | 7,529           | 36.03           | 12,835             | 61.41              | 189                 | 0.90                | 312                       | 1.49                      | 34             | 0.16           | 20,899  |
| Morgan      | 2,679           | 26.39           | 7,090              | 69.85              | 108                 | 1.06                | 233                       | 2.30                      | 41             | 0.40           | 10,151  |
| Otero       | 2,951           | 40.73           | 4,053              | 55.94              | 67                  | 0.92                | 149                       | 2.06                      | 25             | 0.35           | 7,245   |
| Ouray       | 2,242           | 62.87           | 1,255              | 35.19              | 35                  | 0.98                | 29                        | 0.81                      | 5              | 0.14           | 3,566   |
| Park        | 4,463           | 44.41           | 5,271              | 52.45              | 163                 | 1.62                | 127                       | 1.26                      | 26             | 0.26           | 10,050  |
| Phillips    | 384             | 19.50           | 1,519              | 77.15              | 10                  | 0.51                | 51                        | 2.59                      | 5              | 0.25           | 1,969   |
| Pitkin      | 7,565           | 79.00           | 1,907              | 19.91              | 73                  | 0.76                | 21                        | 0.22                      | 10             | 0.10           | 9,576   |
| Prowers     | 1,139           | 26.57           | 2,847              | 66.43              | 39                  | 0.91                | 247                       | 5.76                      | 14             | 0.33           | 4,286   |
| Pueblo      | 36,602          | 54.22           | 28,645             | 42.43              | 636                 | 0.94                | 1,408                     | 2.09                      | 220            | 0.33           | 67,511  |
| Rio Blanco  | 507             | 16.61           | 2,408              | 78.87              | 29                  | 0.95                | 107                       | 3.50                      | 2              | 0.07           | 3,053   |
| Rio Grande  | 2,140           | 43.19           | 2,485              | 50.15              | 50                  | 1.01                | 263                       | 5.31                      | 17             | 0.34           | 4,955   |
| Routt       | 9,238           | 66.59           | 4,415              | 31.82              | 145                 | 1.05                | 48                        | 0.35                      | 27             | 0.19           | 13,873  |
| Saguache    | 1,580           | 57.12           | 1,061              | 38.36              | 39                  | 1.41                | 70                        | 2.53                      | 16             | 0.58           | 2,766   |
| San Juan    | 372             | 68.89           | 154                | 28.52              | 5                   | 0.93                | 4                         | 0.74                      | 5              | 0.93           | 540     |
| San Miguel  | 3,199           | 78.29           | 815                | 19.95              | 44                  | 1.08                | 24                        | 0.59                      | 4              | 0.10           | 4,086   |
| Sedgwick    | 312             | 26.85           | 807                | 69.45              | 13                  | 1.12                | 28                        | 2.41                      | 2              | 0.17           | 1,162   |
| Summit      | 10,383          | 72.74           | 3,650              | 25.57              | 166                 | 1.16                | 41                        | 0.29                      | 35             | 0.25           | 14,275  |
| Teller      | 4,843           | 35.74           | 8,430              | 62.22              | 150                 | 1.11                | 100                       | 0.74                      | 26             | 0.19           | 13,549  |
| Washington  | 314             | 13.14           | 1,971              | 82.50              | 19                  | 0.80                | 81                        | 3.39                      | 4              | 0.17           | 2,389   |
| Weld        | 52,186          | 40.62           | 72,542             | 56.46              | 1,771               | 1.38                | 1,622                     | 1.26                      | 361            | 0.28           | 128,482 |
| Yuma        | 656             | 16.55           | 3,079              | 77.67              | 39                  | 0.98                | 185                       | 4.67                      | 5              | 0.13           | 3,964   |